# Dorsale tunisienne
La dorsale tunisienne (arabe : الظهير التونسي) est un ensemble d'alignements montagneux de la chaîne de l'Atlas faisant partie du massif de l'Atlas saharien et s'étendant, en Tunisie, des monts de Tébessa, à la frontière avec l'Algérie, jusqu'aux hauteurs du cap Bon sans toutefois les inclure en général.
Elle constitue le prolongement oriental de l'Atlas saharien et s'oriente sur un axe sud-ouest - nord-est. Elle se caractérise par des altitudes globalement décroissantes, entre le djebel Chambi (1 544 m) à l'ouest, point culminant de la Tunisie, et le djebel Boukornine (576 m) à l'extrémité orientale.

## Limites
Plutôt qu'un ensemble compact de montagnes (appelées djebels), la dorsale est une succession de massifs montagneux plus ou moins alignés, plus ou moins élevés et séparés entre eux par des trouées transversales. On peut distinguer, sur le plan orographique, huit divisions comprenant des alignements montagneux, des hautes terres et une trouée :

### Moitié nord de la dorsale
- Axe occidental : un alignement de hautes montagnes — djebels Bargou (1 266 m), Kesra (1 174 m), Serj (1 357 m) et Zaghouan (1 295 m) — situé entre la vallée de l'oued Miliane au nord et le couloir Zaghouan-Bouficha au sud, avec en extrémité le djebel Boukornine ;
- Hautes terres autour de Makthar (900 m) et Rebaa (600 m) séparées par la vallée de l'oued Siliana ;
- Axe oriental formé d'un alignement montagneux plus modeste, culminant au djebel Ousselat (895 m), en contact avec la grande plaine de Kairouan au centre du pays ;
- Monts d'Enfida et de Sidi Jedidi qui forment de petits massifs montagneux en contact avec la plaine littorale du golfe d'Hammamet.

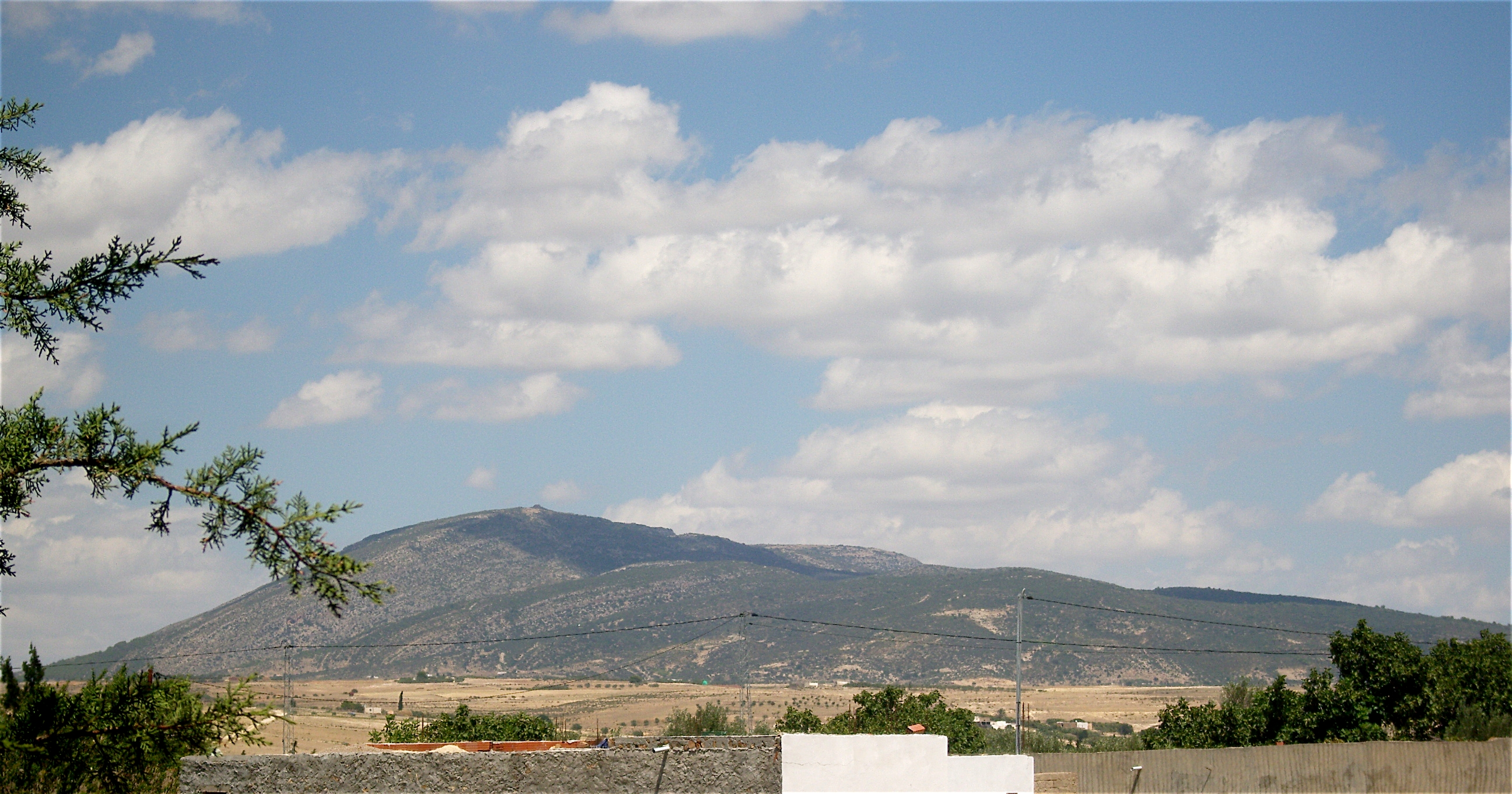
Vue du versant occidental du djebel Bargou.
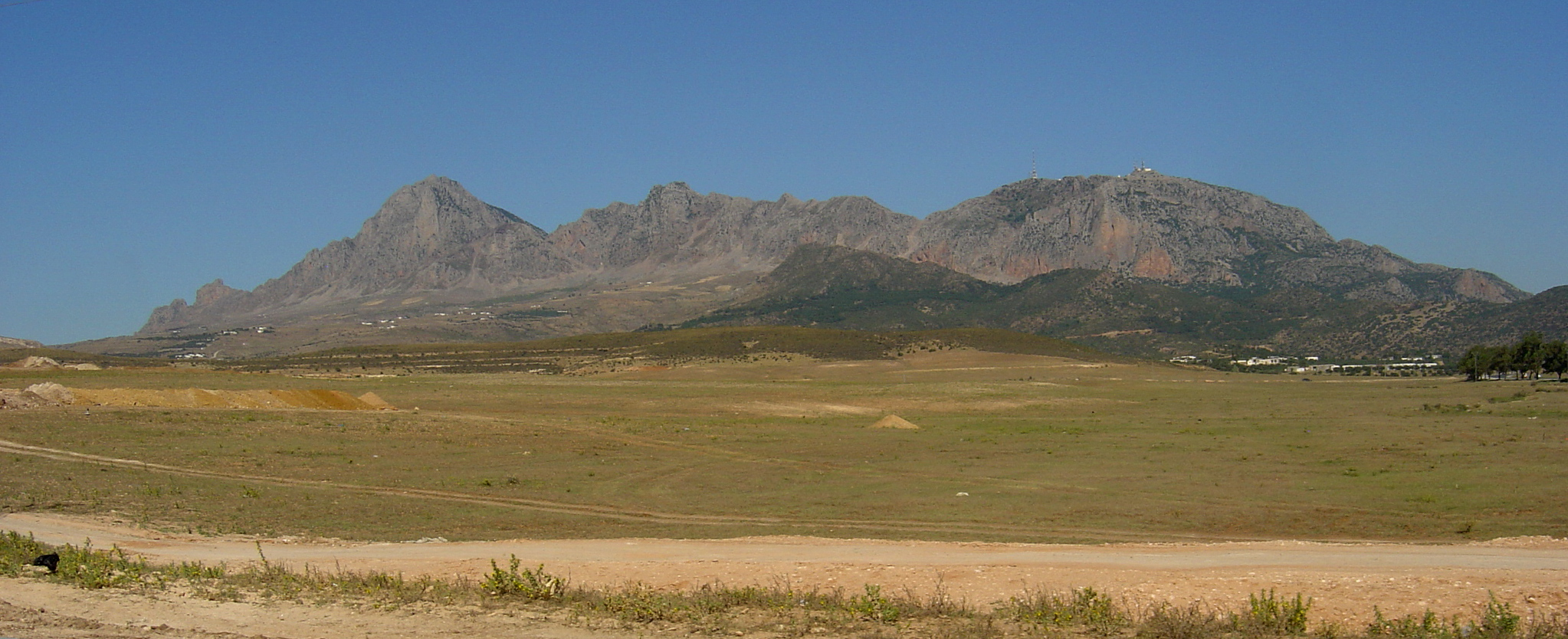
Djebel Zaghouan vu de Zriba.
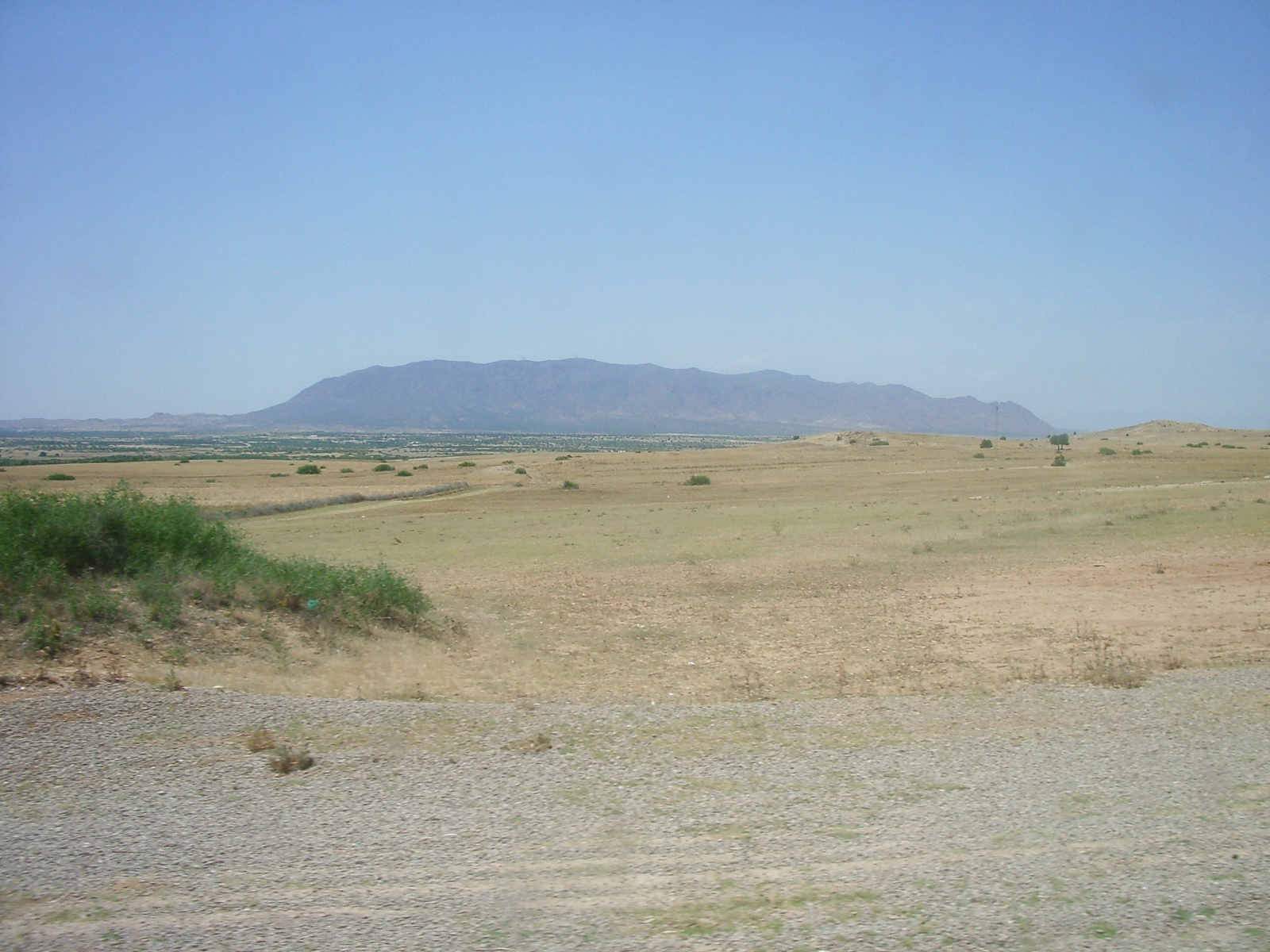
Silhouette du djebel Ousselat.

### Moitié sud de la dorsale
- Trouée de Rouhia-Merguellil caractérisée par des formes de relief irrégulières avec le bassin versant de l'oued Merguellil et le bassin d'effondrement de Rouhia-Sbiba ;
- Plus au sud, on trouve trois alignements majeurs parallèles :
  - Alignement des djebels Essif (1 352 m), Bireno (1 419 m) et Oum Jedour (1 309 m) ;
  - Alignement des djebels Chambi, Semmama (1 314 m[3]) et Tioucha (1 363 m) ;
  - Alignement des djebels Salloum (1 373 m) et Mrhila (1 376 m).

## Milieu naturel
La dorsale tunisienne apparaît comme un espace de transition entre le nord de la Tunisie d'une part, le centre et le sud de la Tunisie d'autre part. En effet, le nord, ou Tell, se caractérise par un climat plus humide, tandis que le centre et le sud sont concernés par le climat aride ou semi-aride. L'isohyète de 400 millimètres de précipitations par an traverse la dorsale tunisienne et permet de différencier notamment les végétations de montagne. Ainsi, au nord et à partir des altitudes 950-1 050 m, la végétation est dominée par la forêt avec pour espèces les plus répandues le chêne kermès, le chêne-liège et le chêne vert tandis que le sud est dominé par la végétation steppique. Par ailleurs les altitudes sont insuffisamment élevées pour retrouver le domaine végétal caractéristique de l'Atlas.

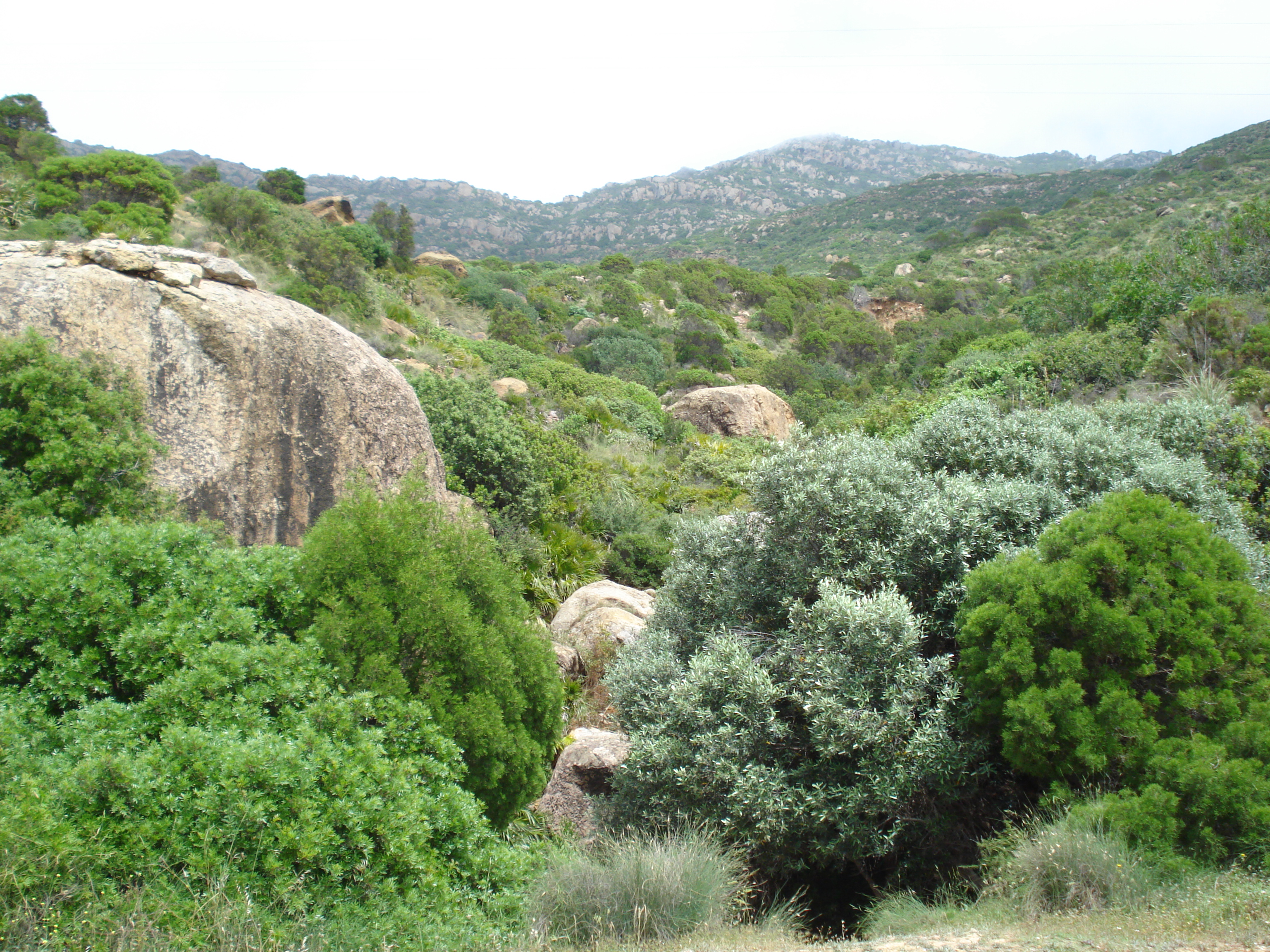
Paysage du djebel Korbous dans le cap Bon.
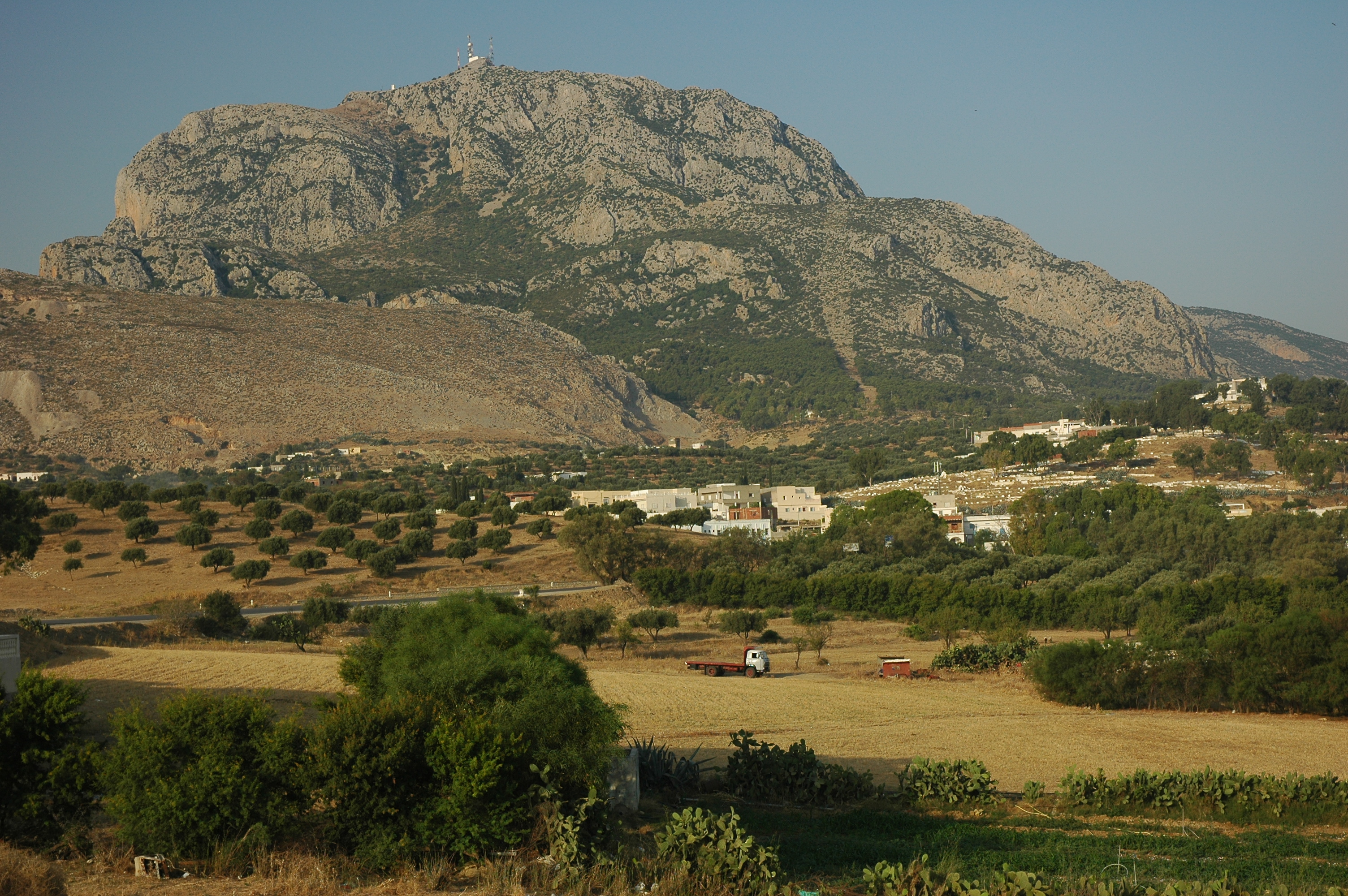
Versant du djebel Zaghouan.
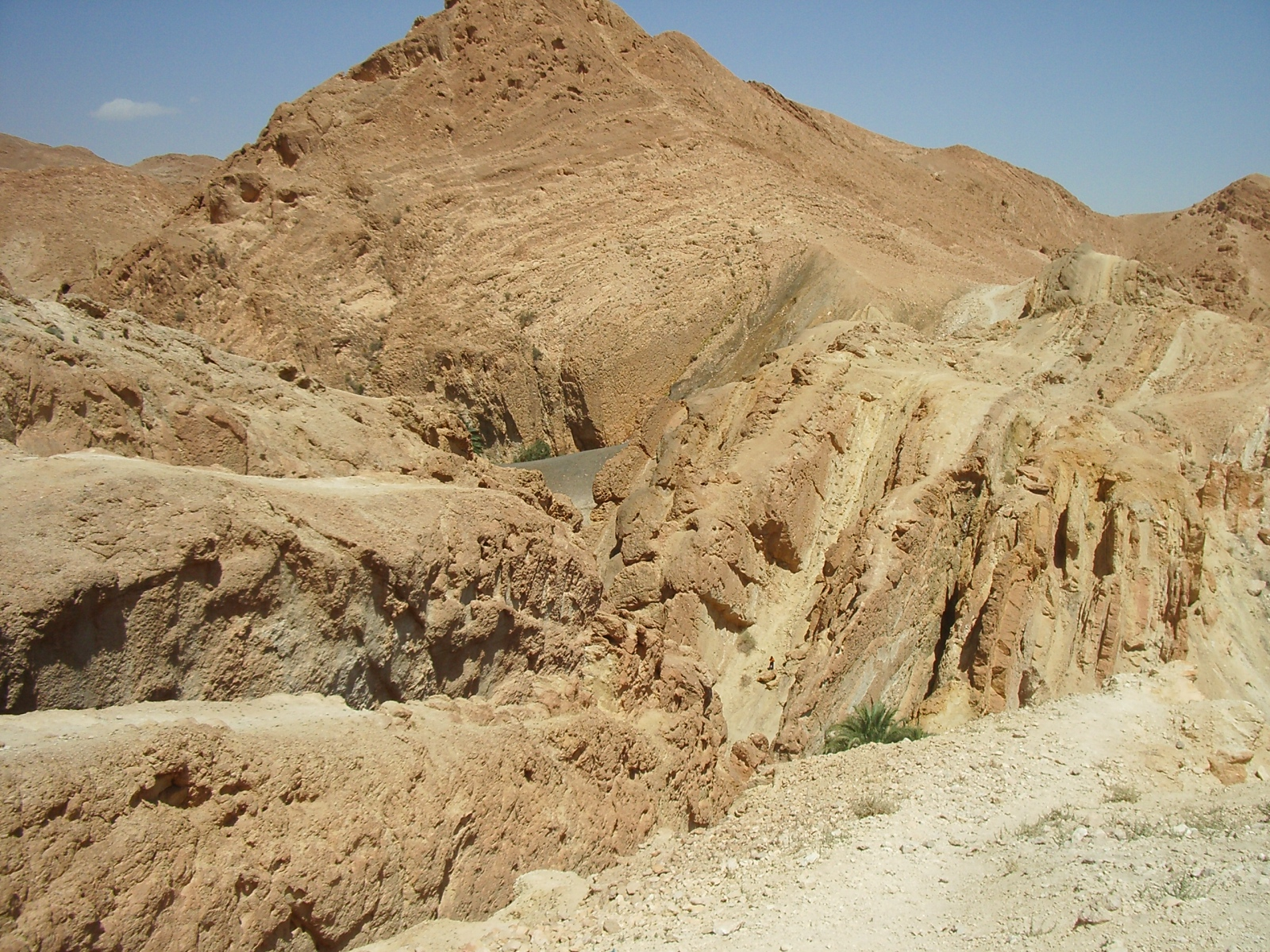
Djebel En Negueb dans le sud-ouest du pays.

## Peuplement

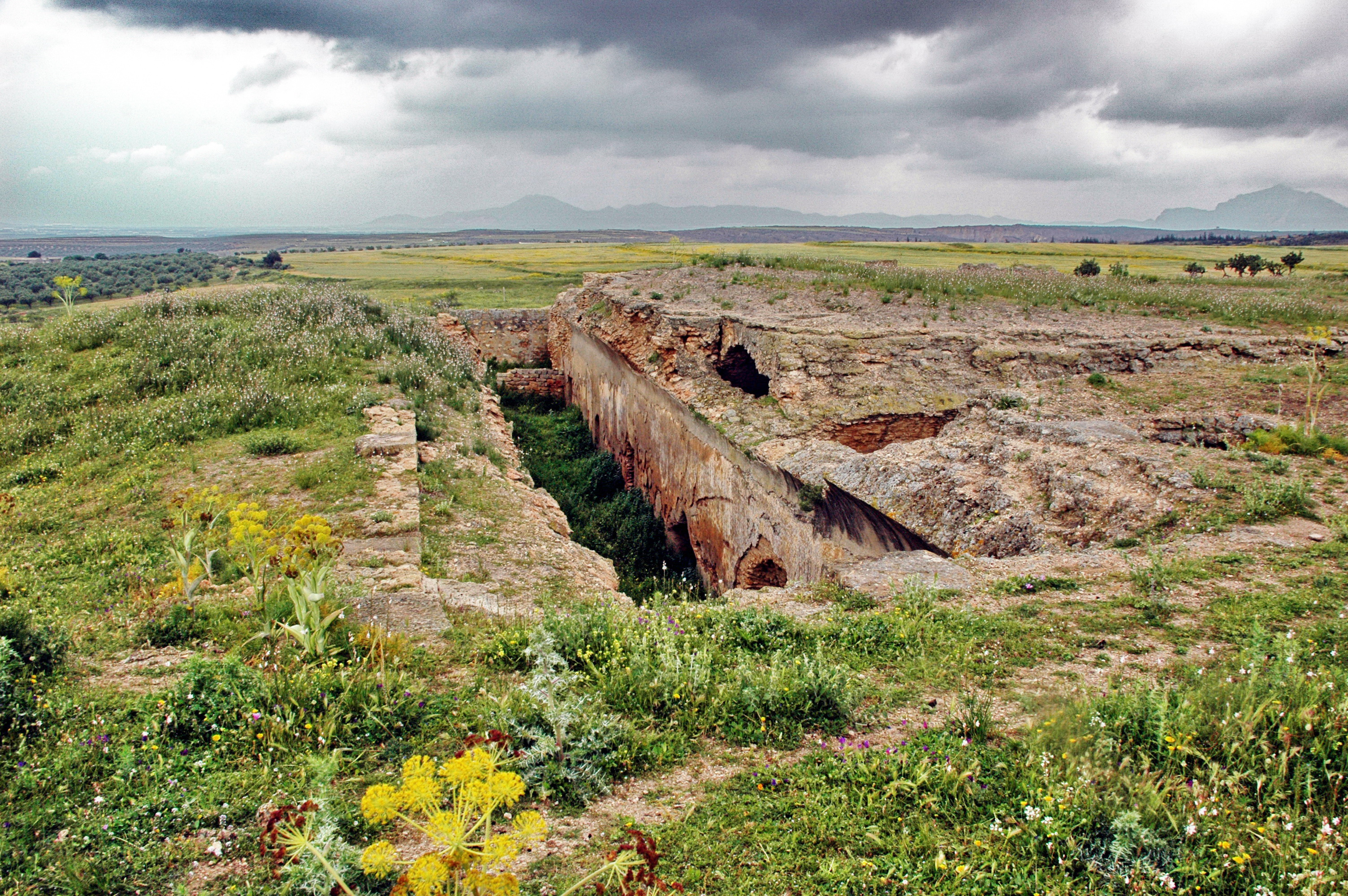
Ruines d'une citerne à Oudna.

Dans l'Antiquité, la dorsale apparaît comme un espace peuplé si l'on considère le cas de cités florissantes telles qu'Oudna, Mactaris (Makthar), Hir Souar, Sufetula (Sbeïtla), Cillium (Kasserine), etc.
Après la conquête arabe au VIIe siècle, certaines ont périclité (Sufetula ou Cillium) tandis que d'autres ont trouvé leur place dans le réseau de villes organisées autour de Kairouan (Aïn Jeloula, Agar, Hir Souar ou encore Sbiba). Avec les invasions par les tribus hilaliennes au XIe siècle, on assiste à une importante déprise agricole et à une mutation du peuplement vers une nomadisation de tribus bédouines, laissant quelques foyers pour la vie sédentaire rurale (Bargou, Serj et Kesra au nord-est).
Au XIXe et XXe siècles avec l'époque beylicale puis celle du protectorat français, cet espace est exploité au profit des grandes villes littorales (Tunis, Sfax et Sousse) à travers l'acquisition de grands domaines d'agriculture extensive par des notables urbains, la famille beylicale ou de grands fermiers coloniaux et la captation des eaux de source (Aïn Tebournouk, Jougar, Bargou, Haffouz et Sbeïtla). La dorsale est ainsi considérée comme le « château d'eau » de la Tunisie.
Depuis l'indépendance, une politique d'aménagement du territoire et de développement local a encouragé quelques spécialisations agricoles intensives avec l'extension de l'irrigation et de l'arboriculture (pommiers, abricotiers, etc.). De même, la création des gouvernorats a fait accéder leurs chefs-lieux au rang de centres administratifs (Zaghouan, Siliana et Kasserine).